# دوه‌چی سفلی
دوه‌چی سفلی یک روستا در ایران است که در دهستان ارشق غربی واقع شده‌است. دوه چی سفلی ۱۵۹ نفر جمعیت دارد.